# Air Botswana
Air Botswana es la línea aérea nacional de la República de Botsuana. Esta línea aérea opera solamente en el sur de África; prácticamente todos sus vuelos son internos, sirviendo rutas a partir de las ciudades de Gaborone y Maun hacia las diversas regiones del país. También opera vuelos hacia los países vecinos Sudáfrica y Zimbabue. La empresa fue fundada en abril de 1972 con el apoyo del gobierno de Botsuana.

## Historia
La aerolínea fue creada e inició operaciones en abril de 1972. Fue creada para suceder a Botswana Airways, que había remplazado a Botswana National Airways en 1969. Fue nacionalizada por el gobierno en abril de 1988 y nuevamente privatizada. Se espera que a finales de 2005 se introduzca un programa de viajeros frecuentes y en 2006 un sistema de reserva y compra electrónica.

## Destinos
En agosto de 2010, Air Botswana opera vuelos regulares de pasajeros a los siguientes destinos:
| Botswana      |     |      |                                           |
| Francistown   | FRW | FBFT | Aeropuerto de Francistown                 |
| Gaborone      | GBE | FBSK | Aeropuerto Internacional Sir Seretse Cama |
| Kasane        | BBK | FBKE | Aeropuerto de Kasane                      |
| Maun          | MUB | FBMN | Aeropuerto de Maun                        |
| Sudáfrica     |     |      |                                           |
| Johannesburgo | JNB | FAJS | Aeropuerto Internacional OR Tambo         |
| Zimbabwe      |     |      |                                           |
| Harare        | HRE | FVHA | Aeropuerto de Harare                      |
| Zambia        |     |      |                                           |
| Lusaka        | LUN | FLLS | Aeropuerto Internacional de Lusaka        |

## Flota

### Flota actual
La flota de Air Botswana se compone de las siguientes aeronaves con una edad media de 10,2 años (en agosto de 2024):